# Lengua de signos de Papúa Nueva Guinea
La lengua de signos de Papúa Nueva Guinea es la lengua de signos en la que se comunican las personas sordas de Papúa Nueva Guinea y sus allegados. Desde mayo de 2015, es el cuarto idioma oficial del país, junto con el inglés, el Tok Pisin y el Hiri Motu. Se estimaba aquel año que vivían 30 000 personas sordas en Papúa Nueva Guinea.

## Características
La lengua de signos de Papúa Nueva Guinea se enseña en centros de enseñanza para personas sordas y no sordas. Recibe influencias de la lengua de signos australiana (Ausian) y del Tok Pisin hablado pero en la práctica existen importantes variantes regionales debido a que cuando una familia desconoce la lengua de signos oficial sus hijos sordos se educan en lenguaje de señas caseras. Se ha comprobado sin embargo que esas variantes son mutuamente comprensibles en todo el país.